# Svordom

Svordomar som de brukar framställas i tecknade serier.

Svordom (eller vardagligt svärord) är en typ av språkliga uttryck som många människor upplever som motbjudande eller stötande, varför de kan användas som kraftuttryck. Användandet av svordomar som förstärkningsord är vanskligt då bruket kan uppfattas som ohyfsat.

## Förekomst
Svordomar förekommer i alla språk, hos alla åldrar och i alla socialgrupper. Användandet skiljer sig på vissa sätt mellan grupper i fråga om omfattning, val av kraftuttryck och vid vilka tillfällen och situationer orden anses lämpliga (om nu ordet kan användas i sammanhanget, eftersom svordomarnas funktion just ligger i att inte vara lämpliga, se nedan). Statistiskt sett svär svenskar relativt lite i jämförelse med amerikaner eller ryssar, äldre svär mindre än yngre, män svär mer än kvinnor, och personer med lägre utbildning och låg inkomst svär statistiskt sett mer än de med lång utbildning och hög lön. Vilka svordomar som används samt hur och när de brukas kan därför fungera som en gruppmarkör.

### Svordomar i det informella språket
Svordomar förekommer i princip inte i det formella språket då orden är tabubelagda. Det är detta "förbud" som ger svordomarna sin laddning. Användande av svordomar i formella sammanhang upplevs därför inte sällan som ett tecken på bristande bildning och 
ordförråd. Svordomar har dock en viktig funktion i det informella språket där välavvägt och fantasifullt användande kan förmedla känslor på ett lekfullt sätt som är svårt utan svordomar. I sådana sammanhang gör snarast ett uteslutande av svordomar språket platt och trist. 
Som exempel kan man ta det kända videoklipp som visar JAS-haveriet 1989, ett klipp som bland annat varit med i 100 höjdare. I klippet hör man en åskådare uttrycka förvåning och ett omedelbart konstaterande att det inträffade inte var bra. Utan svordomar skulle man kunna tänka sig ett något liknande "Oj, detta var inte bra!". Men så lät det inte, istället hör man "Oj, jävlar! Jävlar! Jävlar!" I sammanhanget är förstås svadan både passande och begriplig, men skulle de ansvariga för JAS-projektet senare uttryckt sina liknande känslor på samma sätt inför journalister och allmänhet så skulle det uppfattats helt annorlunda.
När det gäller frågan om formellt och informellt tilltal, så går det utmärkt att växla fram och tillbaka, vilket i regel sker obehindrat och utan närmare eftertanke. I normala privata samtal är det vanligt att man först formellt och torrt presenterar vissa förhållanden, för att därefter med ändrat tonfall och ibland med svordomar som förstärkning värdera vad man just berättat. Under seminarier och möten, kan man i pausen samtala informellt och svordomspäckat, sittande avslappnat nedsjunkna i sina stolar. För att sedan, när man skall komma till sak, gå in i sina roller, ändra tilltal och rätta till sittställningen. Ett känt exempel på en sådan växling skedde på Vänsterpartiets partikongress 1969. En partikongress är en oerhört formell tillställning där ett partis politik diskuteras och läggs fast. Men när diskussionerna aldrig ledde till beslut gick C.-H. Hermansson ur sin roll som partiledare, slog näven i bordet och utbrast att "Någon jävla ordning ska det va’ i ett parti!".

## Typer av svordomar
På svenska kan svordomar vara exkrementrelaterade ("skit!") men är ofta religiöst grundade ("fan!", "helvete!", "satan!" och "jävlar!"). Bland de religiöst grundade orden finns kulturella skillnader, till exempel så att man på svenska helst svär vid onda ting som djävulen, men på språk med förankring i den katolska världen använder man ord som är relaterade till heliga ting som sakramenten eller Josef och Maria. 
I svenskan som talas i Sverige är könsrelaterade eller sexuellt grundade svordomar mindre vanligt. I finlandssvenskan är dock den direkta översättningen av "vittu!", "fittan!" inte ovanlig. I engelskan är ett ord som ofta används "fuck!", som betyder "knulla". På senare tid[när?] har könsrelaterade svordomar blivit vanligare bland svenska ungdomar.[källa behövs] Exempel på svenska könsrelaterade svordomar är "kuk" eller "fitta".
I Skandinavien finns ett särskilt svärande med hjälp av siffror, såsom "sjutton!", "attans!" (arton), "för hundra gubbar!", "tusan!" (tusen) med flera.
En sorts svordom är också hädelse, alltså att använda Guds namn i nedsättande syfte, exempelvis att säga "Herregud", "Jesus H. Christ" eller "OMG".

## Förmildrade varianter
Ibland hörs förmildrade varianter, såsom "järnspikar",  "nedrans", eller "sablar". Dessa är föråldrade och används sällan på allvar; de används ibland av ungdomar, och då uttalas de med ett ironiskt tonfall. Annars används de oftast av äldre generationer. Jämför med noaord där man på grund av övertro ersätter ett ord med ett annat för att undvika olycka.

## Folktro
I svensk folktro var svordomar farliga. Om en svordom yttrades under åska kunde såväl blixt som dunder öka i intensitet, eftersom svordomen innebar att naturens krafter blev utmanade och uppretade. Vidare skulle man aldrig svära över elden, för om den vid ett senare tillfälle kom lös i ens hus skulle det inte gå att stoppa den.